# Tipula gedehana
Tipula gedehana är en tvåvingeart som beskrevs av de Meijere 1911. Tipula gedehana ingår i släktet Tipula och familjen storharkrankar. Inga underarter finns listade i Catalogue of Life.